# Universitat Estatal d'Oregon
La Universitat Estatal d'Oregon (en anglès Oregon State University, OSU) és una universitat pública estatunidenca situada a Corvallis (Oregon). La formen dos campus: el campus principal situat a Corvallis i un altre campus situat a Bend.
A nivell esportiu, els Oregon State Beavers defensen els colors taronja i negre de la universitat.